# 練木有美子
練木 有美子（ねりき ゆみこ、1975年4月21日 - ）は、日本のモデル。初代「バドガール」。
元タレントであり、1990年代後半にはレースクイーンやイベントコンパニオンなどとして活動していた。

## 人物
- 法政大学文学部日本文学科卒業。
- モデル事務所「クリエートジャパンエージェンシー」（東京都渋谷区）に所属していた。
- 2006年、第1子を出産。

## 経歴
- 1996年　バドガール（バドワイザージャパン）、ブリヂストン 鈴鹿8耐
- 1997年、1998年　JOMOイメージガール　（ジャパンエナジー）

## 出演

### テレビ
- 上岡龍太郎にはダマされないぞ!（フジテレビ）
- 金子柱憲・高田純次ゴルフの王道（テレビ東京、1998年 - 2001年3月）
- ウッチャンナンチャンの炎のチャレンジャー これができたら100万円!! （テレビ朝日系）- セクシーアイドルの水上グラグラブロックにバドガールとして参加
- 火の玉スポーツ列伝!（テレビ東京、2001年7月6日放送分まで出演[1]）
- 笑顔がいちばん!（TBS、2002年2月）

### テレビドラマ
- 対極の天 恋愛二都物語（フジテレビ、1996年）
- 恋、した。（テレビ東京、1997年）
- 金曜エンタテイメント
  - スチュワーデス刑事2（フジテレビ、1998年）
  - サラリーマン刑事2（フジテレビ、1999年）- スミレ 役
- 殴る女（フジテレビ、1998年）
- 魔女の条件（TBS、1999年）
- 月下の棋士（テレビ朝日、2000年）
- おばはん刑事!流石姫子4（テレビ朝日、2000年）
- やまとなでしこ（フジテレビ、2000年）- エステティシャン 役
- G-taste（テレビ朝日、2001年）
- HERO（フジテレビ、2001年）
- 仮面ライダーアギト （テレビ朝日、2001年）
- プリティガール 第2話（TBS、2002年）
- 真珠夫人（フジテレビ、2002年）

### 映画
- 釣りバカ日誌13 ハマちゃん危機一髪!（2002年）

### 広告
- 日本リーバ
- ワコール 「ウィングPパンツ」
- オートバックス
- NTT東海パーソナル通信網
- キリン
- アリコジャパン